# Jean-Yves Le Gall
 (février 2025).
Motif : aucune source secondaire de qualité, espace de deux ans, et centré sur le sujet. Juste deux articles de 2013 qui relèvent plus du compte-rendu d'interview ou de la simple info d'une nomination. Un peu juste, me semble-t-il. Article CV. Notoriété réelle au sens de WP à statuer suite au recours possible à une agence de com pour modifier le contenu de l'article
- Archive Wikiwix
- Bing
- Cairn
- DuckDuckGo
- E. Universalis
- Gallica
- Google
- G. Books
- G. News
- G. Scholar
- Persée
- Qwant
- (zh) Baidu
- (ru) Yandex
- (wd) trouver des œuvres sur Wikidata

| 1. | Préciser le motif de la pose du bandeau. | Précisez le motif de la pose du bandeau en utilisant la syntaxe suivante : {{admissibilité à vérifier\|date=juin 2025\|motif=remplacez ce texte par le motif}}                         |
| 2. | Informer les utilisateurs concernés.     | Pensez à avertir le créateur de l'article, par exemple, en insérant le code ci-dessous sur sa page de discussion : {{subst:avertissement admissibilité à vérifier\|Jean-Yves Le Gall}} |

Pour les articles homonymes, voir Le Gall.
Ne doit pas être confondu avec Jean-Yves Le Gallou.
Jean-Yves Le Gall, né le 30 avril 1959 à Marseille (Bouches-du-Rhône), est un ingénieur et gestionnaire industriel français. Il a été président du Centre national d'études spatiales (CNES) d'avril 2013 à avril 2021, date à laquelle lui a succédé Philippe Baptiste.

## Jeunesse et formation
Jean-Yves Le Gall est né le 30 avril 1959 à Marseille, son père était officier de marine marchande et sa mère enseignante.
Jean-Yves Le Gall effectue sa scolarité au Lycée Thiers de Marseille. Il est ingénieur diplômé de la promotion 1981 de l'École supérieure d'optique (connue aujourd'hui comme Institut d'Optique Graduate School (IOGS) et Université Paris-Sud (aujourd'hui Paris-Saclay))  et docteur-ingénieur en optique et traitement du signal de l'Université Paris-Sud en 1983.

## Carrière professionnelle
Jean-Yves Le Gall est ingénieur et gestionnaire industriel. Il compte plus de 40 ans d’expérience dans la conception et la gestion de programmes spatiaux, en France, en Europe et à l’international. À ce titre, il participe aux activités de plusieurs instances internationales liées à l’espace et aux hautes technologies.
Il commence sa carrière en 1981 comme chercheur en astronomie au laboratoire d'astronomie spatiale au Centre national de la recherche scientifique (CNRS). Il y travaille sur les projets Hipparcos et ISO (télescope spatial).
En 1985, il rejoint la direction générale de l'industrie au sein du ministère de l'Industrie. Affecté à la sous-direction Espace, il est plus particulièrement chargé des relations avec l'industrie spatiale. En 1988, conseiller technique auprès du ministre des Postes, des Télécommunications et de l'Espace, il participe à l'élaboration des programmes du CNES et de l'Agence spatiale européenne (ESA).
En 1993, il rejoint Novespace, une filiale du CNES, dont il est directeur général. Il est ensuite nommé directeur général adjoint du CNES en 1996 et à ce titre, il est responsable de l'élaboration du plan stratégique et délégué français au Conseil de l'ESA. De 1998 à 2002, il est président-directeur général de Starsem, poste qu'il retrouve en 2006.
En 2001, il rejoint Arianespace en tant que directeur général, puis en est nommé président-directeur général en 2007.
Le 3 avril 2013, il est nommé président du CNES par le Conseil des ministres et succède ainsi à Yannick d'Escatha qui avait confirmé son départ au cours de ses vœux 2013,. Il a été reconduit dans cette fonction en 2015. Il est aussi coordinateur interministériel pour les programmes de navigation par satellite.
Jean-Yves Le Gall a été vice-président de l'International Astronautical Federation (IAF), membre de l'International Academy of Astronautics (IAA) et vice-président du cercle Espace du Centre d'étude et de prospective stratégique. Le 16 mars 2017, Jean-Yves Le Gall a été élu à l'unanimité président du Conseil de l’Agence spatiale européenne (ESA) à compter du 1er juillet 2017. Son mandant a pris fin en 2021. Sa première décision a été de nommer deux femmes à la vice-présidence, Otylia Trzaskalska-Stroinska (Pologne) et Alice Bunn (Royaume-Uni).
Il devient président du Conseil d'administration de l’Agence européenne chargée de Galileo (GSA) en 2016 et président de la Fédération internationale d'astronautique (IAF).
Par ailleurs, il a aussi été Président du Conseil de chefs d'entreprise France-Japon de Medef International et membre du Conseil stratégique franco-mexicain.
Il est membre de l'Académie internationale d'astronautique (IAA) et de l’Académie des technologies.
Il est élu Président du Conseil d'Orientation Stratégique de l'Université Paris-Saclay de 2021 à 2024.

## Distinctions et récompenses
- 2001 : Prix d'Astronautique de l’Association Aéronautique et Astronautique de France (AAAF).
- 2005 : Satellite Executive of the Year, décerné par le magazine Via Satellite.
- 2007 : Lifetime Achievement Award, attribué par l’Asia-Pacific Satellite Communications Council (APSCC).
- 2011 :  Reçu au Hall of Fame de la Society of Satellite Professionals International (SSPI) et récipiendaire du Prix Icare de l’Association des Journalistes Professionnels de l’Aéronautique et de l’Espace (AJPAE).
- 2014 : Laureate’s Award, décerné par Aviation Week & Space Technology.
- 2018 : International von Kármán Wings Award, remis par le California Institute of Technology.
- 2021 : IAF Excellence in International Cooperation Award.
- 2024 : International Cooperation Award, attribué par l’American Institute of Aeronautics and Astronautics (AIAA).

## Décorations
- Commandeur de la Légion d'honneur Il est fait chevalier le 9 avril 2004[9], officier le 12 juillet 2013[10] et promu commandeur le 31 décembre 2020[11]
- Commandeur de l'ordre national du Mérite Il est fait chevalier le 14 novembre 2000[12], est promu officier le 13 novembre 2009[13], puis commandeur le 2 mai 2017[14].
- Titulaire de l’ordre de l’Amitié de la fédération de Russie[15]
- Titulaire de l'ordre du Soleil levant, Étoile d'Or et d'Argent, décerné par le gouvernement du Japon.
- Lauréat du Prix de l’Amitié, attribué par le gouvernement chinois.
- Docteur Honoris Causa du Technion – Israel Institute of Technology.

## Distinctions
- En 2001, il reçoit le prix de l'Astronautique délivré par l'Association aéronautique et astronautique de France (AAAF).
- En 2005, le magazine Via Satellite le nomme Satellite Executive of the Year[2].
- En 2007, il reçoit le Lifetime Achievement Award décerné par l’Asia-Pacific Satellite Communications Council (APSCC), en 2011, il est reçu au « Hall of Fame » de la Society of Satellite Professionals International (SSPI)[15].
- En 2011, l'Association des journalistes professionnels de l'aéronautique et de l'espace (AJPAE) lui décerne le prix Icare.
- En 2014, le magazine Aviation Week & Space Technology lui décerne son Laureate's Award, catégorie Espace.